# Група «Щирець»
Група «Щирець», також відома як Група «Південь ІІ» — підрозділ Української Галицької армії. Утворена в листопаді 1918 р. в період проголошення української влади на теренах Галичини. Першим командиром групи був призначений Кость Слюсарчук, якого згодом замінив отаман Альфред Бізанц. В січні 1919 на базі групи створена 7-ма бригада УГА.

## Відомості

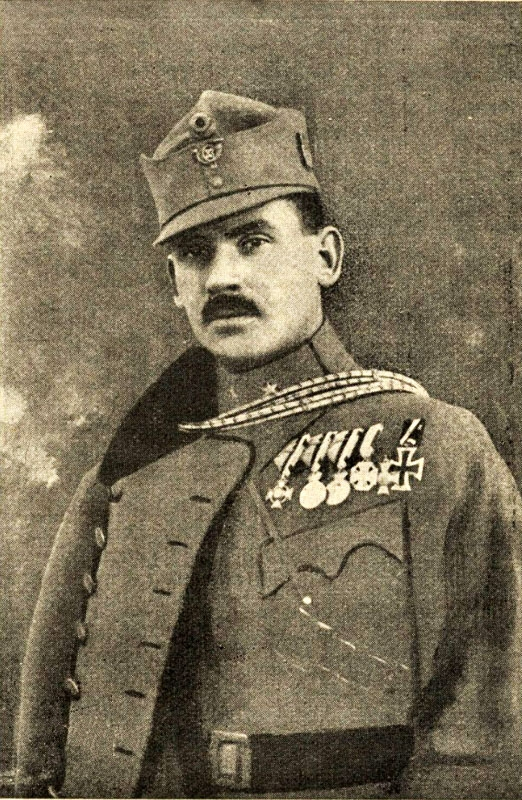
Альфред Бізанц

1 листопада 1918 в місті та повіті Щирець було встановлено владу ЗУНР. Того дня щирецький військовий комісар ЗУНР Василь Тибінка звітував, що 200 українських вояків перебрали владу в місті, 30 стрільців під командуванням хорунжого Миколи Опоки скеровані до Львова. З розвитком польського вторгнення розпочалося активніше формування військових підрозділів УГА. Так, була створена група під командуванням підполковника Костя Слюсарчука зі штабом у Щирці, звідки і отримала територіальну назву Група «Щирець». Група тримала фронт на південно — західному відтінку. Згодом командування групою на себе перебрав полковник Бізанц. 

У складі групи «Щирець» було два піхотних полки: 

- 1-й полк, «Наварія», командир поручник Роман Волощук. Полк складався з двох куренів і нараховував 700—800 старшин та стрільців, його Штаб розмістився у Глинній Наварії.
- 2-й полк, «Городоцький», командир сотник Михайло Дибуляк, полк брав участь у листопадових боях за Городок Ягайлонський. У складі полку три курені загальною кількістю близько 900 вояків. Штаб розміщувався у Сердиці .

Група тримала фронт по лінії Оброшино-Зимна Вода-Дубрівка-Ставчани-Малий Любінь-Поріччя. Всього у складі групи було  близько 1500 багнетів, артилерії — всього 17 гармат. У складі групи було чимало досвідчених фронтовиків, та патріотів, як наприклад, курінний Ананій Степанів (брат відомої Олени Степанівни). Одним з кращих командирів сотень був четар Олексій Воробець. Коли наприкінці листопада польський загін з бронепоїздом прорвався зі Львова майже до Щирця, він спішно зібрав сотню сміливців, зупинив ворога і прогнав до Оброшина.